# To Tulsa and Back
To Tulsa and Back es el decimotercer álbum de estudio del músico estadounidense JJ Cale, publicado por la compañía discográfica Blue Note Records en junio de 2004. El álbum, el primero de estudio en ocho años desde el lanzamiento de Guitar Man, incluyó la canción «These Blues», la cual apareció en un capítulo de la serie Dog, el cazarrecompensas.

## Lista de canciones
Todas las canciones escritas y compuestas por JJ Cale. 
| N.º | Título           | Duración |  |
| 1.  | «My Gal»         | 4:23     |  |
| 2.  | «Chains of Love» | 3:37     |  |
| 3.  | «New Lover»      | 3:12     |  |
| 4.  | «One Step»       | 3:20     |  |
| 5.  | «Stone River»    | 3:42     |  |
| 6.  | «The Problem»    | 4:31     |  |
| 7.  | «Homeless»       | 3:25     |  |
| 8.  | «Fancy Dancer»   | 4:50     |  |
| 9.  | «Rio»            | 3:46     |  |
| 10. | «These Blues»    | 3:49     |  |
| 11. | «Motormouth»     | 3:17     |  |
| 12. | «Blues for Mama» | 4:07     |  |
| 13. | «Another Song»   | 3:24     |  |

## Personal
- JJ Cale: voz, guitarra, sintetizador y banjo
- Shelby Eicher: violín
- Christine Lakeland: guitarra
- Don White: guitarra
- Bill Raffensperger: bajo
- Gary Gilmore: bajo
- Walt Richmond: teclados
- Rocky Frisco: teclados
- Jim Karstein: batería
- Jimmy Markham: armónica

## Posición en listas
| País     | Lista                | Posición |
| -------- | -------------------- | -------- |
| Alemania | Media Control Charts | 82       |
| Francia  | SNEP Albums Chart    | 41       |
| Suiza    | Swiss Music Charts   | 99       |